# Zwemmen op de Paralympische Zomerspelen 2024
Op de XVIIe Paralympische Zomerspelen, die in 2024 worden gehouden in Parijs, Frankrijk, is zwemmen een van de 23 sporten die worden beoefend, in de Paris La Défense Arena te Nanterre, een buitenwijk van Parijs, van 29 augustus tot en met 7 september. Er zijn 71 mannen-, 64 vrouwen- en 6 gemengde onderdelen. Dat zijn er vijf minder dan tijdens de Paralympische Zomerspelen van 2020.

## Medaillespiegel
| Plaats | Land                  | NPC | Goud | Zilver | Brons | Totaal |
| 1      | China                 | CHN | 22   | 21     | 11    | 54     |
| 2      | Groot-Brittannië      | GBR | 18   | 8      | 6     | 32     |
| 3      | Italië                | ITA | 16   | 6      | 15    | 37     |
| 4      | Verenigde Staten      | USA | 10   | 17     | 3     | 30     |
| 5      | Oekraïne              | UKR | 8    | 15     | 17    | 40     |
| 6      | Brazilië              | BRA | 7    | 9      | 10    | 26     |
| 7      | Australië             | AUS | 6    | 8      | 13    | 27     |
| 8      | Canada                | CAN | 5    | 4      | 4     | 13     |
| 9      | Nederland             | NED | 5    | 3      | 2     | 10     |
| 10     | Duitsland             | GER | 4    | 3      | 3     | 10     |
| 11     | Japan                 | JPN | 3    | 3      | 6     | 12     |
| 12     | Hongarije             | HUN | 3    | 3      | 1     | 7      |
| 13     | Frankrijk             | FRA | 2    | 6      | 6     | 14     |
| 14     | Spanje                | ESP | 2    | 4      | 9     | 15     |
| 15     | Israël                | ISR | 2    | 1      | 2     | 5      |
| 16     | Turkije               | TUR | 2    | 0      | 1     | 3      |
| 17     | Polen                 | POL | 2    | 0      | 0     | 2      |
| 17     | Singapore             | SGP | 2    | 0      | 0     | 2      |
| 19     | Mexico                | MEX | 1    | 3      | 3     | 7      |
| 20     | Tsjechië              | CZE | 1    | 1      | 2     | 4      |
| 21     | Griekenland           | GRE | 1    | 1      | 0     | 2      |
| 21     | Zwitserland           | SUI | 1    | 1      | 0     | 2      |
| 23     | Argentinië            | ARG | 1    | 0      | 1     | 2      |
| 24     | Denemarken            | DEN | 1    | 0      | 0     | 1      |
| 25     | Colombia              | COL | 0    | 5      | 1     | 6      |
| 26     | Azerbeidzjan          | AZE | 0    | 1      | 3     | 4      |
| 27     | Cyprus                | CYP | 0    | 1      | 1     | 2      |
| 27     | Hongkong              | HKG | 0    | 1      | 1     | 2      |
| 27     | Ierland               | IRL | 0    | 1      | 1     | 2      |
| 30     | Bosnië en Herzegovina | BIH | 0    | 1      | 0     | 1      |
| 30     | Kazachstan            | KAZ | 0    | 1      | 0     | 1      |
| 32     | Chili                 | CHI | 0    | 0      | 3     | 3      |
| 33     | Costa Rica            | CRO | 0    | 0      | 1     | 1      |
| 33     | Noorwegen             | NOR | 0    | 0      | 1     | 1      |
| 33     | Portugal              | POR | 0    | 0      | 1     | 1      |
| 33     | Oezbekistan           | UZB | 0    | 0      | 1     | 1      |

## Uitslagen
LegendaWR = Wereldrecord PR = Paralympisch record ER = Europees record 

### Estafette
| onderdeel                    | Goud                                                                                          | Tijd       | Zilver                                                                                      | Tijd    | Brons | Tijd       |
| ---------------------------- | --------------------------------------------------------------------------------------------- | ---------- | ------------------------------------------------------------------------------------------- | ------- | --- | ---------- |
| 4 x 50 m Vrije slag 20 ptn.  | ChinaPeng Qiuping Yuan Weiyi Jiang Yuyan Guo Jincheng Wang Lichao He Shenggao Lu Dong         | 2:14.98 WR | Verenigde StatenAbbas Karimi Elizabeth Marks Zachary Shattuck Leanne Smith                  | 2:18.99 | BraziliëTalisson Glock Patrícia Pereira Lídia Vieira Daniel Xavier Samuel da Silva                       | 2:20.91    |
| 4x50 m Wisselslag 20 ptn.    | ChinaLu Dong Zhang Li Wang Lichao Guo Jincheng Zou Liankang Yao Cuan Wang Jingang Jiang Yuyan | 2:24.83 WR | Verenigde StatenEllie Marks Morgan Ray Abbas Karimi Leanne Smith                            | 2:31.01 | OekraïneYaroslav Semenenko Anna Hontar Oleksandr Komarov Iryna Poida Denys Ostapchenko Veronika Korzhova | 2:31.53 ER |
| 4 x 100 m Vrije slag 34 ptn. | ItaliëStefano Raimondi Giulia Terzi Xenia Palazzo Simone Barlaam                              | 4:01.54 WR | AustraliëAlexa Leary Callum Simpson Chloe Osborn Rowan Crothers                             | 4:01.90 | Verenigde StatenMatthew Torres Noah Jaffe Natalie Sims Christie Raleigh-Crossley                         | 4:04.70    |
| 4x100 m Wisselslag 34 ptn.   | AustraliëJesse Aungles Timothy Hodge Emily Beecroft Alexa Leary                               | 4:27.08 PR | NederlandOlivier van de Voort Chantalle Zijderveld Florianne Bultje Thijs van Hofweegen     | 4:28.07 | SpanjeNúria Marquès Oscar Salguero Galisteo Iñigo Llopis Sanz Sarai Gascón                               | 4:29.39    |
| 4 x 100 m Klasse S14         | Groot-BrittanniëWilliam Ellard Rhys Darbey Poppy Maskill O. Newman-Baronius                   | 3:43.05    | AustraliëJack Ireland Madeleine McTernan Ruby Storm Benjamin Hance                          | 3:46.37 | BraziliëArthur Xavier Gabriel Bandeira B.B. Carneiro Ana Karolina Soares                                 | 3:47.49    |
| 4x100 m VI 40 ptn.           | OekraïneMaryna Piddubna Oleksii Virchenko Anna Stetsenko Yaroslav Denysenko                   | 3:53.84    | BraziliëMatheus Rheine Douglas Matera Lucilene da Silva Sousa Maria Carolina Gomes Santiago | 3:56.94 | SpanjeJosé Ramón Cantero Elvira Maria Delgado Nadal Emma Feliu Martin Enrique José Alhambra Mollar       | 3:57.95    |

### Vrije slag

#### 50 m
| Mannen | Mannen   | Mannen             | Mannen | Mannen                    | Mannen | Mannen                                 | Mannen |
| Kl.    | Tijd     | Goud               | Goud   | Zilver                    | Zilver | Brons                                  | Brons  |
| ------ | -------- | ------------------ | ------ | ------------------------- | ------ | -------------------------------------- | ------ |
| S3     | 44.83    | Umut Ünlü          | TUR    | Denys Ostapchenko         | UKR    | Josia Topf                             | GER    |
| S4     | 35.61 WR | Sebastian Massabie | CAN    | Takayuki Suzuki           | JPN    | Ami Omer Dadaon                        | ISR    |
| S5     | 29.33 WR | Guo Jincheng       | CHN    | Yuan Weiyi                | CHN    | Wang Lichao                            | CHN    |
| S7     | 26.38 WR | Andrii Trusov      | UKR    | Carlos Serrano Zárate     | COL    | Egor Efrosinin                         | NPA    |
| S9     | 23.90 WR | Simone Barlaam     | ITA    | Denis Tarasov             | NPA    | Fredrik Solberg                        | NOR    |
| S10    | 23.40    | Thomas Gallagher   | AUS    | Phelipe Rodrigues         | BRA    | Rowan Crothers                         | AUS    |
| S11    | 25.98    | Keiichi Kimura     | JPN    | Hua Dongdong              | CHN    | Er is geen bronzen medaille uitgereikt |        |
| S11    | 25.98    | Keiichi Kimura     | JPN    | Wendell Belarmino Pereira | BRA    | Er is geen bronzen medaille uitgereikt |        |
| S13    | 23.65    | Ihar Boki          | NPA    | Illia Yaremenko           | UKR    | Oleksii Virchenko                      | UKR    |

| Vrouwen | Vrouwen  | Vrouwen        | Vrouwen | Vrouwen                    | Vrouwen | Vrouwen               | Vrouwen |
| Kl.     | Tijd     | Goud           | Goud    | Zilver                     | Zilver  | Brons                 | Brons   |
| ------- | -------- | -------------- | ------- | -------------------------- | ------- | --------------------- | ------- |
| S4      | 40.03 WR | Leanne Smith   | USA     | Tanja Scholz               | GER     | Rachael Watson        | AUS     |
| S6      | 32.59 PR | Jiang Yuyan    | CHN     | Ellie Marks                | USA     | Anna Hontar           | UKR     |
| S8      | 29.91    | Alice Tai      | GBR     | Cecília Jerônimo de Araújo | BRA     | Viktoriia Ishchiulova | NPA     |
| S10     | 27.10 WR | Chen Yi        | CHN     | Christie Raleigh Crossley  | USA     | Aurélie Rivard        | CAN     |
| S11     | 28.96 WR | Ma Jia         | CHN     | Karolina Pelendritou       | CYP     | Maryna Piddubna       | UKR     |
| S13     | 26.75    | Carol Santiago | BRA     | Gia Pergolini              | USA     | Carlotta Gilli        | ITA     |

#### 100 m
| Mannen | Mannen     | Mannen             | Mannen | Mannen          | Mannen | Mannen                | Mannen |
| Kl.    | Tijd       | Goud               | Goud   | Zilver          | Zilver | Brons                 | Brons  |
| ------ | ---------- | ------------------ | ------ | --------------- | ------ | --------------------- | ------ |
| S4     | 1:20.25    | Ami Omer Dadaon    | ISR    | Takayuki Suzuki | JPN    | Angel Camacho Ramirez | MEX    |
| S5     | 1:07.77 PR | Oleksandr Komarov  | UKR    | Guo Jincheng    | CHN    | Kirill Pulver         | NPA    |
| S6     | 1:03.12 PR | Antonio Fantin     | ITA    | Talisson Glock  | BRA    | Laurent Chardard      | FRA    |
| S8     | 58.23      | Callum Simpson     | AUS    | Noah Jaffe      | USA    | Alberto Amodeo        | ITA    |
| S10    | 51.40      | Stefano Raimondi   | ITA    | Rowan Crothers  | AUS    | Thomas Gallagher      | AUS    |
| S12    | 53.11      | Yaroslav Denysenko | UKR    | Maksym Veraksa  | UKR    | Raman Salei           | AZE    |

| Vrouwen | Vrouwen    | Vrouwen          | Vrouwen | Vrouwen                   | Vrouwen | Vrouwen             | Vrouwen |
| Kl.     | Tijd       | Goud             | Goud    | Zilver                    | Zilver  | Brons               | Brons   |
| ------- | ---------- | ---------------- | ------- | ------------------------- | ------- | ------------------- | ------- |
| S3      | 1:28.81 PR | Leanne Smith     | USA     | Marta Fernández Infante   | ESP     | Rachael Watson      | AUS     |
| S5      | 1:15.10    | Tully Kearney    | GBR     | Iryna Poida               | UKR     | Monica Boggioni     | ITA     |
| S7      | 1:09.68 WR | Jiang Yuyan      | CHN     | Morgan Stickney           | USA     | Giulia Terzi        | ITA     |
| S9      | 59.53 WR   | Alexa Leary      | AUS     | Christie Raleigh-Crossley | USA     | Mariana Ribeiro     | BRA     |
| S10     | 1:00.49    | Emeline Pierre   | FRA     | Aurelie Rivard            | CAN     | Alessia Scortechini | ITA     |
| S11     | 1:04.88 WR | Daria Lukianenko | NPA     | Liesette Bruinsma         | NED     | Zhang Xiaotong      | CHN     |
| S12     | 59.30      | Carol Santiago   | BRA     | Anna Stetsenko            | UKR     | Ayano Tsujiuchi     | JPN     |

#### 200 m
| Mannen | Mannen     | Mannen              | Mannen | Mannen             | Mannen | Mannen             | Mannen |
| Kl.    | Tijd       | Goud                | Goud   | Zilver             | Zilver | Brons              | Brons  |
| ------ | ---------- | ------------------- | ------ | ------------------ | ------ | ------------------ | ------ |
| S2     |            | Gabriel Araújo      | BRA    | Vladimir Danilenko | NPA    | Alberto Abarza     | CHI    |
| S3     | 3:19.53    | Umut Ünlü           | TUR    | Denys Ostapchenko  | UKR    | Serhii Palamarchuk | UKR    |
| S4     | 2:49.26    | Ami Omer Dadaon     | ISR    | Roman Zhdanov      | NPA    | Takayuki Suzuki    | JPN    |
| S5     | 2:25.99    | Francesco Bocciardo | AUS    | Kirill Pulver      | NPA    | Oleksandr Komarov  | UKR    |
| S14    | 1:51.30 WR | William Ellard      | GBR    | Nicholas Bennett   | CAN    | Jack Ireland       | AUS    |

| Vrouwen | Vrouwen | Vrouwen            | Vrouwen | Vrouwen       | Vrouwen | Vrouwen         | Vrouwen |
| Kl.     | Tijd    | Goud               | Goud    | Zilver        | Zilver  | Brons           | Brons   |
| ------- | ------- | ------------------ | ------- | ------------- | ------- | --------------- | ------- |
| S5      | 2:46.50 | Tully Kearney      | GBR     | Iryna Poida   | UKR     | Monica Boggioni | ITA     |
| S14     | 2:05.10 | Valeriia Shabalina | NPA     | Poppy Maskill | GBR     | Louise Fiddes   | GBR     |

#### 400 m
| Mannen | Mannen     | Mannen           | Mannen | Mannen         | Mannen | Mannen                  | Mannen |
| Kl.    | Tijd       | Goud             | Goud   | Zilver         | Zilver | Brons                   | Brons  |
| ------ | ---------- | ---------------- | ------ | -------------- | ------ | ----------------------- | ------ |
| S6     |            | Talisson Glock   | BRA    | Antonio Fantin | ITA    | Jesús Alberto Gutiérrez | MEX    |
| S7     | 4:38.70    | Federico Bicelli | ITA    | Andrii Trusov  | UKR    | Iñaki Basiloff          | ARG    |
| S8     | 4:23.23    | Alberto Amodeo   | ITA    | Reid Maxwell   | CAN    | Andrei Nikolaev         | NPA    |
| S9     | 4:12.55    | Ugo Didier       | FRA    | Simone Barlaam | ITA    | Brenden Hall            | AUS    |
| S11    | 4:26.34 ER | David Kratochvil | CZE    | Rogier Dorsman | NED    | Uchu Tomita             | JPN    |
| S13    | 3:58.37    | Ihar Boki        | NPA    | Alex Portal    | GBR    | Kylian Portal           | FRA    |

| Vrouwen | Vrouwen    | Vrouwen           | Vrouwen | Vrouwen            | Vrouwen | Vrouwen               | Vrouwen |
| Kl.     | Tijd       | Goud              | Goud    | Zilver             | Zilver  | Brons                 | Brons   |
| ------- | ---------- | ----------------- | ------- | ------------------ | ------- | --------------------- | ------- |
| S6      | 5:12.07    | Jiang Yuyan       | CHN     | Nora Meister       | SUI     | Maisie Summers-Newton | GBR     |
| S7      | 4:53.88 PR | Morgan Stickney   | USA     | McKenzie Coan      | USA     | Giulia Terzi          | ITA     |
| S8      | 4:48.74    | Jessica Long      | USA     | Alice Tai          | GBR     | Xenia Palazzo         | ITA     |
| S9      | 4:39.78    | Zsófia Konkoly    | HUN     | Lakeisha Patterson | AUS     | Vittoria Bianco       | ITA     |
| S10     | 4:29.20    | Aurélie Rivard    | CAN     | Alexandra Truwit   | USA     | Bianka Pap            | HUN     |
| S11     | 5:00.42 ER | Liesette Bruinsma | NED     | Xiaotong Zhang     | CHN     | Daria Lukianenko      | NPA     |
| S13     | 4:29.93    | Olivia Chambers   | USA     | Carlotta Gilli     | ITA     | Anna Stetsenko        | UKR     |

### Rugslag

#### 50 m
| Mannen | Mannen  | Mannen            | Mannen | Mannen                | Mannen | Mannen             | Mannen |
| Kl.    | Tijd    | Goud              | Goud   | Zilver                | Zilver | Brons              | Brons  |
| ------ | ------- | ----------------- | ------ | --------------------- | ------ | ------------------ | ------ |
| S1     | 1:07.95 | Kamil Otowski     | POL    | Francesco Bettella    | BRA    | Anton Kol          | UKR    |
| S2     | 50.93   | Gabriel Araújo    | BRA    | Vladimir Danilenko    | NPA    | Alberto Abarza     | CHI    |
| S3     | 45.16   | Denys Ostapchenko | UKR    | Josia Topf            | GER    | Serhii Palamarchuk | UKR    |
| S4     | 42.30   | Roman Zhdanov     | NPA    | Angel Camacho Ramirez | MEX    | Arnošt Petráček    | CZE    |
| S5     | 32.47   | Yuan Weiyi        | CHN    | Guo Jincheng          | CHN    | Wang Lichao        | CHN    |

| Vrouwen | Vrouwen | Vrouwen                 | Vrouwen | Vrouwen        | Vrouwen | Vrouwen                 | Vrouwen |
| Kl.     | Tijd    | Goud                    | Goud    | Zilver         | Zilver  | Brons                   | Brons   |
| ------- | ------- | ----------------------- | ------- | -------------- | ------- | ----------------------- | ------- |
| S2      | 1:05.99 | Yip Pin Xiu             | SGP     | Haideé Aceves  | MEX     | Teresa Perales          | ESP     |
| S3      | 53.56   | Ellie Challis           | GBR     | Zoia Shchurova | NPA     | Marta Fernández Infante | ESP     |
| S4      | 50.12   | Alexandra Stamatopoulou | GRE     | Gina Böttcher  | GER     | Lídia Vieira da Cruz    | BRA     |
| S5      | 37.51   | Lu Dong                 | CHN     | He Shenggao    | CHN     | Liu Yu                  | CHN     |

#### 100 m
| Mannen | Mannen     | Mannen               | Mannen | Mannen             | Mannen | Mannen             | Mannen |
| Kl.    | Tijd       | Goud                 | Goud   | Zilver             | Zilver | Brons              | Brons  |
| ------ | ---------- | -------------------- | ------ | ------------------ | ------ | ------------------ | ------ |
| S1     | 2:17.85    | Kamil Otowski        | POL    | Anton Kol          | UKR    | Francesco Bettella | ITA    |
| S2     | 1:53.67    | Gabriel Araújo       | BRA    | Vladimir Danilenko | NPA    | Alberto Abarza     | CHI    |
| S6     | 1:14.31    | Yang Hong            | CHN    | Wang Jingang       | CHN    | Dino Sinovčić      | CRO    |
| S7     | 1:09.51    | Yurii Shenhur        | UKR    | Andrii Trusov      | UKR    | Federico Bicelli   | ITA    |
| S8     | 1:05.58    | Iñigo Llopis Sanz    | ESP    | Kota Kubota        | JPN    | Mark Malyar        | ISR    |
| S9     | 1:00.76 PR | Yahor Shchalkanau    | NPA    | Ugo Didier         | FRA    | Bogdan Mozgovoi    | NPA    |
| S10    | 59.04      | Olivier van de Voort | NED    | Stefano Raimondi   | ITA    | Thomas Gallagher   | AUS    |
| S11    | 1:05.84 WR | Mykhailo Serbin      | UKR    | David Kratochvil   | CZE    | Danylo Chufarov    | UKR    |
| S12    | 59.02 WR   | Stephen Clegg        | GBR    | Raman Salei        | AZE    | Iaroslav Denysenko | UKR    |
| S13    | 56.60      | Ihar Boki            | NPA    | Vladimir Sotnikov  | NPA    | Alex Portal        | FRA    |
| S14    | 57.04      | Benjamin Hance       | AUS    | Gabriel Bandeira   | BRA    | Mark Tompsett      | GBR    |

| Vrouwen | Vrouwen    | Vrouwen                   | Vrouwen | Vrouwen               | Vrouwen | Vrouwen                | Vrouwen |
| Kl.     | Tijd       | Goud                      | Goud    | Zilver                | Zilver  | Brons                  | Brons   |
| ------- | ---------- | ------------------------- | ------- | --------------------- | ------- | ---------------------- | ------- |
| S2      | 2:21.73    | Yip Pin Xiu               | SGP     | Haideé Aceves         | MEX     | Angela Procida         | ITA     |
| S6      | 1:19.44 WR | Jiang Yuyan               | CHN     | Ellie Marks           | USA     | Shelby Newkirk         | CAN     |
| S8      | 1:09.06 PR | Alice Tai                 | GBR     | Viktoriia Ishchiulova | NPA     | Mira Jeanne Maack      | GER     |
| S9      | 1:07.92 PR | Christie Raleigh-Crossley | USA     | Núria Marquès Soto    | ESP     | Mariana Ribeiro        | BRA     |
| S10     | 1:07.97    | Bianka Pap                | HUN     | Alexandra Truwit      | USA     | Emeline Pierre         | FRA     |
| S11     | 1:14.02    | Cai Liwen                 | CHN     | Li Guizhi             | CHN     | Daria Lukianenko       | NPA     |
| S12     | 1:08.23    | Carol Santiago            | BRA     | Anna Stetsenko        | UKR     | María Delgado Nadal    | ESP     |
| S13     | 1:04.93    | Gia Pergolini             | USA     | Roisin Ni Riain       | IRL     | Carlotta Gilli         | ITA     |
| S14     | 1:05.74    | Poppy Maskill             | GBR     | Valeriia Shabalina    | NPA     | Olivia Newman-Baronius | GBR     |

### Schoolslag

#### 50 m
| Mannen | Mannen | Mannen            | Mannen | Mannen        | Mannen | Mannen          | Mannen |
| Kl.    | Tijd   | Goud              | Goud   | Zilver        | Zilver | Brons           | Brons  |
| ------ | ------ | ----------------- | ------ | ------------- | ------ | --------------- | ------ |
| SB2    | 59.41  | Arnulfo Castorena | MEX    | Ismail Barlov | BIH    | Grant Patterson | AUS    |
| SB3    | 48.04  | Takayuki Suzuki   | JPN    | Efrem Morelli | ITA    | Miguel Luque    | ESP    |

| Vrouwen | Vrouwen  | Vrouwen         | Vrouwen | Vrouwen                     | Vrouwen | Vrouwen                 | Vrouwen |
| Kl.     | Tijd     | Goud            | Goud    | Zilver                      | Zilver  | Brons                   | Brons   |
| ------- | -------- | --------------- | ------- | --------------------------- | ------- | ----------------------- | ------- |
| SB3     | 53.25 PR | Monica Boggioni | ITA     | Patricia Pereira dos Santos | BRA     | Marta Fernández Infante | ESP     |

#### 100 m
| Mannen | Mannen     | Mannen            | Mannen | Mannen               | Mannen | Mannen                | Mannen |
| Kl.    | Tijd       | Goud              | Goud   | Zilver               | Zilver | Brons                 | Brons  |
| ------ | ---------- | ----------------- | ------ | -------------------- | ------ | --------------------- | ------ |
| SB4    | 1:32.20    | Dmitrii Cherniaev | NPA    | Antonios Tsapatakis  | GRE    | Manuel Bortuzzo       | ITA    |
| SB5    | 1:27.15    | Leo McCrea        | SUI    | Antoni Ponce Bertran | ESP    | Danylo Semenykhin     | UKR    |
| SB6    | 1:18.34 PR | Yang Hong         | CHN    | Nelson Crispín       | COL    | Ievgenii Bogodaiko    | UKR    |
| SB8    | 1:09.02    | Andrei Kalina     | NPA    | Yang Guanglong       | CHN    | Carlos Serrano Zárate | COL    |
| SB9    | 1:05.28    | Stefano Raimondi  | ITA    | Hector Denayer       | FRA    | Maurice Wetekam       | GER    |
| SB11   | 1:11.07    | Rogier Dorsman    | NED    | Yang Bozun           | CHN    | Danylo Chufarov       | UKR    |
| SB13   | 1:01.90    | Talisio Engel     | GER    | Nurdaulet Zhumagali  | KAZ    | Vali Israfilov        | UZB    |
| SB14   | 1:03.98    | Nicholas Bennett  | CAN    | Jake Michel          | AUS    | Naohide Yamaguchi     | JPN    |

| Vrouwen | Vrouwen    | Vrouwen               | Vrouwen | Vrouwen                | Vrouwen | Vrouwen                 | Vrouwen |
| Kl.     | Tijd       | Goud                  | Goud    | Zilver                 | Zilver  | Brons                   | Brons   |
| ------- | ---------- | --------------------- | ------- | ---------------------- | ------- | ----------------------- | ------- |
| SB4     | 1:50.21    | Giulia Ghiretti       | ITA     | Fanni Illés            | HUN     | Cheng Jiao              | CHN     |
| SB5     | 1:42.33    | Grace Harvey          | GBR     | Zhang Li               | CHN     | Anna Hontar             | UKR     |
| SB6     | 1:31.30 PR | Maisie Summers-Newton | GBR     | Liu Daomin             | CHN     | Ng Cheuk-yan            | HKG     |
| SB7     | 1:26.09 WR | Mariia Pavlova        | NPA     | Iona Winnifrith        | GBR     | Tess Routliffe          | CAN     |
| SB8     | 1:19.75    | Anastasiya Dmytriv    | ESP     | Brock Whiston          | GBR     | Viktoriia Ishchiulova   | NPA     |
| SB9     | 1:13.74    | Chantalle Zijderveld  | NED     | Meng Zhang             | CHN     | Lisa Kruger             | NED     |
| SB11    | 1:18.31 PR | Daria Lukianenko      | NPA     | Ma Jia                 | CHN     | Karolina Pelendritou    | CYP     |
| SB12    | 1:12.54 WR | Elena Krawzow         | GER     | Carol Santiago         | BRA     | Zheng Jietong           | CHN     |
| SB13    | 1:16.02    | Rebecca Redfern       | GBR     | Olivia Chambers        | USA     | Colleen Young           | USA     |
| SB14    | 1:15.47    | Louise Fiddes         | GBR     | Débora Borges Carneiro | BRA     | Beatriz Borges Carneiro | BRA     |

### Vlinderslag

#### 50 m
| Mannen | Mannen   | Mannen        | Mannen | Mannen                | Mannen | Mannen           | Mannen |
| Kl.    | Tijd     | Goud          | Goud   | Zilver                | Zilver | Brons            | Brons  |
| ------ | -------- | ------------- | ------ | --------------------- | ------ | ---------------- | ------ |
| S5     | 30.28 WR | Guo Jincheng  | CHN    | Guo Jincheng          | CHN    | Wang Lichao      | CHN    |
| S6     | 31.24    | Wang Jingang  | CHN    | Nelson Crispín        | COL    | Laurent Chardard | FRA    |
| S7     | 28.75 ER | Andrii Trusov | UKR    | Carlos Serrano Zárate | COL    | Egor Efrosinin   | NPA    |

| Vrouwen | Vrouwen  | Vrouwen         | Vrouwen | Vrouwen           | Vrouwen | Vrouwen        | Vrouwen |
| Kl.     | Tijd     | Goud            | Goud    | Zilver            | Zilver  | Brons          | Brons   |
| ------- | -------- | --------------- | ------- | ----------------- | ------- | -------------- | ------- |
| S5      | 38.17 WR | Lu Dong         | CHN     | He Shenggao       | CHN     | Sevilay Öztürk | TUR     |
| S6      | 35.03    | Jiang Yuyan     | CHN     | Ellie Marks       | USA     | Anna Hontar    | UKR     |
| S7      | 33.62    | Danielle Dorris | CAN     | Mallory Weggemann | USA     | Giulia Terzi   | ITA     |

#### 100 m
| Mannen | Mannen     | Mannen              | Mannen | Mannen          | Mannen | Mannen                  | Mannen |
| Kl.    | Tijd       | Goud                | Goud   | Zilver          | Zilver | Brons                   | Brons  |
| ------ | ---------- | ------------------- | ------ | --------------- | ------ | ----------------------- | ------ |
| S8     | 1:02.35    | Alberto Amodeo      | ITA    | Wu Hongliang    | CHN    | Yang Guanglong          | CHN    |
| S9     | 57.99 ER   | Simone Barlaam      | ITA    | Timothy Hodge   | AUS    | Lewis Bishop            | AUS    |
| S10    | 55.02      | Stefano Raimondi    | ITA    | Ihor Nimchenko  | UKR    | Alex Saffy              | AUS    |
| S11    | 1:00.90 PR | Keiichi Kimura      | JPN    | Danylo Chufarov | UKR    | Uchu Tomita             | JPN    |
| S12    | 57.49      | Stephen Clegg       | GBR    | Dzmitry Salei   | NPA    | Raman Salei             | AZE    |
| S13    | 54.13      | Ihar Boki           | NPA    | Alex Portal     | FRA    | Enrique Alhambra Mollar | ESP    |
| S14    | 54.61 PR   | Alexander Hillhouse | DEN    | William Ellard  | GBR    | Gabriel Bandeira        | BRA    |

| Vrouwen | Vrouwen    | Vrouwen                   | Vrouwen | Vrouwen               | Vrouwen | Vrouwen            | Vrouwen |
| Kl.     | Tijd       | Goud                      | Goud    | Zilver                | Zilver  | Brons              | Brons   |
| ------- | ---------- | ------------------------- | ------- | --------------------- | ------- | ------------------ | ------- |
| S8      | 1:10.59    | Jessica Long              | USA     | Viktoriia Ishchiulova | NPA     | Alice Tai          | GBR     |
| S9      | 1:07.92 PR | Christie Raleigh-Crossley | USA     | Zsófia Konkoly        | HUN     | Emily Beecroft     | AUS     |
| S10     | 1:05.84    | Faye Rogers               | GBR     | Callie-Ann Warrington | GBR     | Katie Cosgriffe    | CAN     |
| S13     | 1:03.27    | Carlotta Gilli            | ITA     | Grace Nuhfer          | USA     | Muslima Odilova    | UZB     |
| S14     | 1:03.00 WR | Poppy Maskill             | GBR     | Chan Yui-lam          | HKG     | Valeriia Shabalina | NPA     |

### Wisselslag

#### 150 m
| Mannen | Mannen  | Mannen        | Mannen | Mannen          | Mannen | Mannen                | Mannen |
| Kl.    | Tijd    | Goud          | Goud   | Zilver          | Zilver | Brons                 | Brons  |
| ------ | ------- | ------------- | ------ | --------------- | ------ | --------------------- | ------ |
| SM3    | 3:00.16 | Josia Topf    | GER    | Ahmed Kelly     | AUS    | Grant Patterson       | AUS    |
| SM4    | 2:23.03 | Roman Zhdanov | NPA    | Ami Omer Dadaon | ISR    | Angel Camacho Ramirez | MEX    |

| Vrouwen | Vrouwen    | Vrouwen      | Vrouwen | Vrouwen          | Vrouwen | Vrouwen              | Vrouwen |
| Kl.     | Tijd       | Goud         | Goud    | Zilver           | Zilver  | Brons                | Brons   |
| ------- | ---------- | ------------ | ------- | ---------------- | ------- | -------------------- | ------- |
| SM4     | 2:51.31 PR | Tanja Scholz | GER     | Nataliia Butkova | NPA     | Lidia Vieira da Cruz | BRA     |

#### 200 m
| Mannen | Mannen     | Mannen           | Mannen | Mannen          | Mannen | Mannen             | Mannen |
| Kl.    | Tijd       | Goud             | Goud   | Zilver          | Zilver | Brons              | Brons  |
| ------ | ---------- | ---------------- | ------ | --------------- | ------ | ------------------ | ------ |
| SM6    | 2:37.31 WR | Yang Hong        | CHN    | Nelson Crispín  | COL    | Talisson Glock     | BRA    |
| SM7    | 2:29.81    | Iñaki Basiloff   | ARG    | Andrii Trusov   | UKR    | Ievgenii Bogodaiko | UKR    |
| SM8    | 2:22.54    | Xu Haijiao       | CHN    | Yang Guanglong  | CHN    | Diogo Cancela      | POR    |
| SM9    | 2:13.31 PR | Timothy Hodge    | AUS    | Ugo Didier      | FRA    | Hector Denayer     | FRA    |
| SM10   | 2:10.24    | Stefano Raimondi | ITA    | Col Pearse      | AUS    | Ihor Nimchenko     | UKR    |
| SM11   | 2:18.36 PR | Rogier Dorsman   | NED    | Danylo Chufarov | UKR    | David Kratochvil   | CZE    |
| SM13   | 2:02.03 WR | Ihar Boki        | NPA    | Alex Portal     | FRA    | Vladimir Sotnikov  | NPA    |
| SM14   | 2:06.05 PR | Nicholas Bennett | CAN    | Rhys Darbey     | GBR    | Ricky Betar        | AUS    |

| Vrouwen | Vrouwen    | Vrouwen               | Vrouwen | Vrouwen               | Vrouwen | Vrouwen            | Vrouwen |
| Kl.     | Tijd       | Goud                  | Goud    | Zilver                | Zilver  | Brons              | Brons   |
| ------- | ---------- | --------------------- | ------- | --------------------- | ------- | ------------------ | ------- |
| SM5     | CHN        | He Shenggao           | CHN     | Lu Dong               | CHN     | Cheng Jiao         | CHN     |
| SM6     | 2:56.90    | Maisie Summers-Newton | GBR     | Ellie Marks           | USA     | Liu Daomin         | CHN     |
| SM7     | 2:53.29 PR | Mallory Weggemann     | USA     | Tess Routliffe        | CAN     | Julia Gaffney      | USA     |
| SM8     | 2:40.37    | Brock Whiston         | GBR     | Viktoriia Ishchiulova | NPA     | Alice Tai          | GBR     |
| SM9     | 2:33.31    | Zsófia Konkoly        | HUN     | Núria Marquès Soto    | ESP     | Anastasiya Dmytriv | ESP     |
| SM10    | 2:26.81    | Zhang Meng            | CHN     | Bianka Pap            | HUN     | Lisa Kruger        | NED     |
| SM11    | 2:37.77 WR | Daria Lukianenko      | NPA     | Ma Jia                | CHN     | Cai Liwen          | CHN     |
| SM13    | 2:25.33    | Carlotta Gilli        | ITA     | Olivia Chambers       | USA     | Róisín Ní Ríain    | IRL     |
| SM14    | 2:22.40    | Valeriia Shabalina    | NPA     | Poppy Maskill         | GBR     | Aira Kinoshita     | JPN     |